# Chouzé-sur-Loire
 Chouzé-sur-Loire  es una población y comuna francesa, situada en la región de Centro, departamento de Indre y Loira, en el distrito de Chinon y cantón de Bourgueil.

## Demografía
| 2454 | 2255 | 2147 | 2070 | 2124 | 2093 |
| Para los censos de 1962 a 1999 la población legal corresponde a la población sin duplicidades (Fuente: INSEE [Consultar]) |      |      |      |      |      |